# Nittel Nacht
Als Nittel Nacht (Nittl Nacht, auch Nitl Nacht; Jiddisch: ניטל נאַכט) bezeichneten jüdische Gelehrte des 17. Jahrhunderts den Weihnachtsabend samt den dazugehörigen aschkenasischen Traditionen.

## Etymologie
Vermutlich stammt das jiddische Wort „Nittl“ aus dem kirchenlateinischen Wort für Weihnachten, „natalis“. Manche Vermutungen meinen jedoch, dass es aus dem Hebräischen stammt. Das Wort „nitleh“ (der Hängende) wurde demnach für Jesus verwendet.

## Traditionen und Bräuche
Orthodoxe aschkenasische Juden, vor allem Chasidim, vermeiden es, an jenem Abend aus der Tora oder dem Talmud zu lesen und zu lernen. Es werden meist Kartenspiele oder Brettspiele wie Schach gespielt oder all jene Sachen praktiziert, welche für jüdische Feiertage verboten wären. In manchen Gemeinden wird aus dem Toledot Jeschu vorgelesen und es werden Geschichten erzählt, welche die jüdische Identität lobpreisen.

## Ursprung
Es wird vermutet, dass ein Ziel der Nittl Nacht-Bräuche war, Juden während christlicher Feiertage vor Übergriffen zu schützen. Sie entstanden wohl im Zuge der schwer belasteten Beziehungen zwischen Juden und Christen während des Mittelalters, einer von Pogromen geprägten Zeit. Eine weit verbreitete Vermutung ist, dass Juden während Weihnachten zu vermeiden versuchten, auf die Straße zu gehen, da Christen auf dem Weg in die Kirche vielleicht, auf Juden stoßend, gewalttätig werden könnten, nicht zuletzt da Juden unter Christen als Christusmörder galten. Eine andere Interpretation besagt, dass sich Juden zu Nittl Nacht nicht trauten, in Talmudschulen zu lernen, und deshalb zu anderen Tätigkeiten übergingen: Eine kabbalistische Annahme besagt, dass das Lernen aus dem Tanach und dem Talmud eine gewisse spirituelle und positive Energie entstehen lässt. Zu Weihnachtsabend ist jedoch eine unreine und negative Energie präsent und das Erschaffen von positiver würde im Endeffekt nur die „böse“ Energie stärken.
Die erste Quelle, welche das Vermeiden des Lernens aus den Heiligen Schriften zu Weihnachtsabend erwähnt, entstammt dem Zeitraum zwischen 1660 und 1692 in Jair Bacharachs Mekor Chaim. Den ersten Beweis für das Spielen von Brettspielen liefert eine jüdische Verordnung aus dem Jahr 1708.
Durch den sich ausbreitenden Einfluss des Chassidismus, vor allem in der Zeit des Baal Schem Tov, wurde Nittel Nacht zu einer weit verbreiteten Tradition unter Juden in östlichen Gebieten (Galizien, Polen, Weißrussland).